# Горка (Крым)
Го́рка (укр. Гірка, крымскотат. Gorka, Горка) — село в Бахчисарайском районе Крыма, в составе Плодовского сельского поселения (Плодовского сельсовета). Село связано автобусным сообщением с Симферополем.

## География
Село Горка расположено на севере района, на вершине куэсты, спускающейся к морю от вершины Кизил-Джар Внешней гряды Крымских гор, с левой стороны нижней части долины реки Альмы, в 2,5 километрах  по региональной автодороге 35Н-042 Плодовое — Дубровка (по украинской классификации — С-0-10204) — от шоссе 35Н-019 Новопавловка — Песчаное.
Расстояние до райцентра около 22 километров, до Симферополя — 31 километр и 10 километров до ближайшей железнодорожной станции Почтовая. Соседние сёла Плодовое, в 2-х километрах и Дубровка в 4-х км. Высота центра села над уровнем моря 219 м.

## Население
| 2001 | 2014 |
| ---- | ---- |
| 0    | →0   |

## История
Село Горка возникло в начале 1950-х годов как закрытый посёлок при воинской части, занятой строительством и эксплуатацией передатчика глобальной навигационной системы Чайка. На 15 июня 1960 года село уже числилось в составе Плодовского сельсовета. С 12 февраля 1991 года село в восстановленной Крымской АССР, 26 февраля 1992 года переименованной в Автономную Республику Крым. С 18 марта 2014 года — де-факто в составе Республики Крым России, в/ч 80162.